# Hubneria campestris
Hubneria campestris är en tvåvingeart som beskrevs av Robineau-desvoidy 1847. Hubneria campestris ingår i släktet Hubneria och familjen parasitflugor.
Artens utbredningsområde är Frankrike. Inga underarter finns listade i Catalogue of Life.